# Phong trào kháng Nhật cứu quốc
Phong trào kháng Nhật cứu quốc (tiếng Trung: 抗日救亡運動, Kháng Nhật cứu vong vận động) là một hoạt động chính trị - xã hội do chính phủ Trung Hoa Dân Quốc phát động năm 1931 và tồn tại tới năm 1945.

## Lịch sử

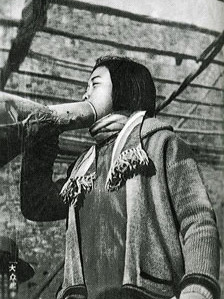
Một nữ sinh Đại học Thanh Hoa diễn thuyết trước quần chúng.

Năm 1927, thủ tướng Nhật Tanaka Giichi chủ trì Đông phương hội nghị nhằm đề xuất chính sách "tách Mãn Châu khỏi bản địa Trung Hoa Dân Quốc và đặt dưới quyền kiềm tỏa của Nhật Bản" (把滿洲從中華民國本土分裂出來，自成一區，置於日本勢力之下).
Ngày 18 tháng 09 năm 1931, tập đoàn quân Quan Đông đánh tan lực lượng chính quy của Trung Hoa Dân Quốc, tiến chiếm Thẩm Dương, dẫn tới sự kiện Phụng Thiên. Tại các thành thị, chính phủ Trung Hoa Dân Quốc ngầm khuyến khích các hoạt động xuống đường biểu tình của học sinh, sinh viên với chủ trương phản đối những thế lực đòi chia cắt Trung Hoa.
Năm 1932, Đế quốc Nhật Bản đưa cựu hoàng Phổ Nghi trở lại ngai vàng, thành lập Mãn Châu Quốc và li khai Trung Hoa Dân Quốc. Sau tuyên bố phối hợp giữa Đảng Cộng sản Trung Quốc và Đảng Cộng sản Nhật Bản về mặt công tác thông tin tuyên truyền, các đơn vị chí nguyện quân mọc lên ở khắp nơi, tiến hành chiến tranh du kích hòng làm hao sinh lực Nhật.
Vì vậy, vào năm 1935, chính phủ Trung Hoa Dân Quốc phải thành lập liên tiếp các tổ du kích kháng Nhật để cạnh tranh với Trung Cộng.
Năm 1937, Trung Quốc Quốc dân Đảng và Trung Quốc Cộng sản Đảng tuyên bố hợp tác kháng Nhật trên cơ sở thống nhất các đơn vị lẻ tẻ thành Quốc dân Cách mệnh Quân. Kháng chiến bùng nổ.

## Văn hóa
Phong trào kháng Nhật cứu quốc thường được truyền thông hiện đại coi là mốc khởi đầu hiện tượng bài Nhật trong cộng đồng người Hoa. Trên phim ảnh, phong trào cũng hiện diện như xúc tác cho biến chuyển xã hội Trung Quốc thập niên 1930.
- Phú quý binh đoàn (富貴兵團, phim 1990)
- Tinh võ môn (精武門, phim truyền hình 1995)
- Tân dòng sông ly biệt (情深深雨濛濛, phim truyền hình 2000)
- Kim phấn thế gia (金粉世家, phim truyền hình 2002)
- Sắc giới (色戒, phim 2006)
- Diệp Vấn (葉問, phim 2008)
- Hoàng kim thời đại (黃金時代, phim 2012)
- Thái Bình Luân (太平轮, phim 2014)